# Bienal de Artes Plásticas
A Bienal de Artes Plásticas tem como finalidade a exposição pelos artistas de suas obras de arte contemporâneas para a produção cultural brasileira.
Entre as principais bienais, temos a Bienal de Artes Plásticas de São Paulo, inspirada na Bienal de Veneza por Francisco Matarazzo Sobrinho, em 1951, em evolução aos antigos salões oficiais de Belas Artes.

## Bienal de Artes Plásticas Brasileiras na Europa (Bruxelas)
- Bienal Brasileira na Europa

A Casa das Culturas de Saint Gilles acolherá do 12 ao 30 de Setembro de 2007 a 1ª Bienal de Artes Plásticas Brasileiras - as Artes Visuais como Factor de Integração, um projeto levado pela artista brasileira Inêz Oludé da Silva, que tem por objetivo de destacar a diversidade cultural brasileira e favorecer os câmbios interculturais entre o Brasil e os países da Europa.
Com o apoio da Embaixada do Brasil à Bruxelas e a Bienal reuniu obras (desenho, pintura, fotografia, vídeo, escultura, instalações), especificamente concebidos para esta ocasião, de quinze artistas brasileiros que residem no território europeu. A temática desta 1ª Edição foi: “Sentimentos Diáspora Brasileiro na Europa”. Com efeito, a coincidência com o aniversário dos 50 anos da assinatura do Tratado de Roma forneceu à ocasião aos artistas de prestar uma homenagem específica à construção europeia.